# Panorama (São Paulo)
Panorama  este un oraș în São Paulo (SP), Brazilia.